# Cantonul Chalais
Cantonul Chalais este un canton din arondismentul Angoulême, departamentul Charente, regiunea Poitou-Charentes, Franța.

## Comune
- Bardenac
- Bazac
- Brie-sous-Chalais
- Chalais (reședință)
- Courlac
- Curac
- Médillac
- Montboyer
- Orival
- Rioux-Martin
- Saint-Avit
- Saint-Quentin-de-Chalais
- Yviers